# Karl Heinrich Friedrich von Raumer
Karl Heinrich Friedrich von Raumer (* 20. September 1757 in Dessau; † 2. Juli 1831 in Demmin) war ein preußischer Generalmajor.

## Leben

### Herkunft
Er entstammte dem süddeutschen Uradelsgeschlecht von Raumer und war der dritte Sohn des anhaltischen Regierungsdirektors Leopold Gustav Dietrich von Raumer (1726–1788) und dessen Ehefrau Anna Eleonore, geborene von Waldow aus dem Hause Bernstein (1723–1796). Seine Brüder waren der Archivar Karl Georg, der Kammerdirektor Georg Friedrich (1755–1822), und der spätere preußische Generalleutnant Eugen (1758–1823).

### Militärkarriere
Raumer besuchte das Gymnasium in Stargard. Am 16. August 1772 wurde er als Gefreiterkorporal im Infanterieregiment „von Plötz“ der Preußischen Armee angestellt. Während des Bayerischen Erbfolgekrieges 1778/79 nahm er als Sekondeleutnant am Gefecht bei Weißkirch teil und stieg bis Januar 1793 zum Stabskapitän auf. Mit seinem Regiment kam Raumer 1794/95 im Feldzug gegen Polen bei der Belagerung von Warschau und dem Gefecht bei Tykoczyn zum Einsatz. Zwischenzeitlich zum Major befördert, geriet Raumer 1806 in der Schlacht bei Auerstedt in französische Gefangenschaft, die er in Metz und später in Nancy verbrachte. Erst im Frühjahr 1808 kehrte er in die Heimat zurück. Aufgrund der Niederlage Preußens wurde er mit Aussicht auf Wiederanstellung auf halbes Gehalt gesetzt.
Auf Fürsprache durch Blücher wurde Raumer am 26. Februar 1810 zum Präses des Examinationskommission in Stargard ernannt. Am 27. Oktober 1812 folgte seine Ernennung zum Oberbrigadier der neuen Gendarmerie in Pommern. Unterbrochen wurde diese Tätigkeit kurzzeitig 1813 durch eine Verwendung als Brigadier bei der pommerschen Landwehr zwischen Oder und Weichsel. Bis Mitte September 1818 stieg Raumer zum Oberst auf und wurde am 30. Dezember 1820 zum Brigadier der 2. Landgendarmerie-Brigade ernannt. Anlässlich der Feier seines 50-jährigen Militärjubiläums verlieh ihm König Friedrich Wilhelm III. den Roten Adlerorden III. Klasse. Unter Verleihung des Charakters als Generalmajor nahm Raumer am 25. März 1829 mit einer jährlichen Pension von 1200 Talern seinen Abschied.

### Familie
Er hatte sich am 22. August 1804 in Stargard mit Albertine von Tschirschky (1768–1838) verheiratet. Sie war die Tochter des preußischen Generalmajors Carl Wilhelm von Tschirschky. Aus der Ehe gingen zwei Kinder hervor:
- Karl Otto (1805–1859), preußischer Kultusminister ⚭ Elise Wilhelmine Clementine von Brauchitsch (1820–1891)
- Pauline Luise Dorothea (* 1808)